# Sybra novaebritanniae
Sybra novaebritanniae är en skalbaggsart som beskrevs av Stefan von Breuning 1949. Sybra novaebritanniae ingår i släktet Sybra och familjen långhorningar. Inga underarter finns listade i Catalogue of Life.